# 安德里·格纳托夫
安德里·维克托罗维奇·格纳托夫（羅馬化：Andrii Viktorovych Hnatov），乌克兰军官，2024年6月24日至2025年2月26日期間担任乌克兰武装部队联合部队指挥官。2025年3月16日，他又出任乌克兰武装部队总參謀部参谋长。